# Röde piraten
Röde Piraten (engelska: The Crimson Pirate) är en amerikansk äventyrsfilm i Technicolor från 1952 i regi av Robert Siodmak. I huvudrollerna ses Burt Lancaster, Nick Cravat, Eva Bartok, Leslie Bradley, Torin Thatcher och James Hayter. 

## Handling
Burt Lancaster och Nick Cravat spelar två akrobatiska pirater i 1700-talets Västindien.

## Om filmen
Filmen är känd för sina misstag; bland annat syns en modern båt i bakgrunden i en scen, trots att filmen utspelar sig under tiden USA fortfarande var icke självständiga kolonier.

## Rollista i urval
- Burt Lancaster - kapten Vallo
- Nick Cravat - Ojo
- Eva Bartok - Consuelo
- Leslie Bradley - baron Jose Gruda
- James Hayter - professor Prudence
- Torin Thatcher - Humble Bellows
- Frederick Leister - El Libre
- Margot Grahame - Bianca
- Noel Purcell - Pablo Murphy
- Christopher Lee - Joseph
- Dana Wynter - Grudas ressällskap
- Margot Grahame - Bertha